# Nuxeo
Nuxeo é um sistema de gerenciamento de conteúdo em ECM (Enterprise Content Management) multiplataforma (Windows, Mac e Unix/Linux) de código aberto. Este software livre (free software) tem sido projetado para ser robusto, escalável e altamente extensível, por ser baseado na arquitetura orientada a serviços e tecnologias Java EE, tais como: JSF, EJB3, JBoss Seam, OSGi, e um Service Oriented Approach.
O Nuxeo EP (Entreprise Plataform, ou Plataforma Empresarial em português), como é chamado, se propõe como uma alternativa para o gerenciamento de documentos, arquivos, colaboração corporativos e também conteúdos web.
Atualmente cobre as seguintes funções de ECM:
- Gerenciamento de documento
- Trabalho colaborativo
- BPM - Business process management (workflow)
- Submissão
- Gerenciamento de registros
- Gerenciamento digital de ativos - DAM (Digital asset management)
- Gerenciamento de casos

## História
O projeto Nuxeo EP foi anunciado em setembro de 2007 como uma reescrita completa da plataforma Nuxeo CPS e uma migração do Zope e Python para tecnologias Java EE.
A primeira versão estável, Nuxeo EP 5.0, foi lançada em fevereiro de 2007.
A próxima versão, Nuxeo EP 5.1, foi lançada em agosto de 2007. Em maio de 2009, foi lançada a versão Nuxeo EP 5.2.
Nuxeo EP e DM 5.3 foram lançados em 15 de outubro de 2009.
Nuxeo EP e DM 5.4 foram lançados em 09 de novembro de 2010.
Nuxeo Platform 5.8 foram lançados em 05 de novembro de 2013.